# ラオックスヒナタ
ラオックスヒナタ株式会社は、長野県長野市にあり、県内を中心に展開していたラオックスの連結子会社の家電量販店チェーン。

## 概要
1988年11月に長野市の日南田電気株式会社とラオックスが提携し設立。設立当初は日南田電気が6割の株式を所有していたが、後に株式の87.7%をラオックスが所有し、同社の連結子会社となった。かつては長野県内に多くの店舗を出店していたが、2000年代に入っての大型競合店の出店で業績が悪化。不採算店舗の閉鎖などのリストラやラオックス本体から支援が図られたが、7期連続で純損失を計上して債務超過に陥り、経営の立て直しが困難となったため2008年10月30日に事業停止を決定。残った店舗は同年12月に閉鎖された。
2009年4月24日、親会社のラオックスが当社の解散および特別清算手続の開始を決議。6月中に解散を承認、9月中に特別清算手続を終える予定だったが、時期がずれこみ、2010年5月19日に清算結了となった。

## 沿革
- 1916年（大正5年）6月 - 現在の長野県長野市権堂町に日南田紙器製作所（ひなたしきせいさくじょ）を創立。
- 1945年（昭和20年）10月 - 電気部門を開設し、電気製品やラジオ関連製品の販売を開始。
- 1948年（昭和23年）2月 - 日南田電気紙器有限会社（ひなたしでんきしき）を設立。
- 1953年（昭和28年）12月 - 日南田電気株式会社（ひなたしでんき）と改称。
- 1988年（昭和63年）11月 - 日南田電気株式会社の電気部門とラオックスが提携し、ラオックスヒナタ株式会社を設立。
- 1993年（平成5年）9月 - ラオックスが買収し、子会社化。
- 2008年（平成20年）
  - 10月30日 - 同年12月をもって事業を停止することを発表。
  - 12月14日 - 全5店舗を閉鎖。
- 2009年（平成21年）1月30日 - 佐久平店を北越ケーズに事業譲渡。
- 2010年（平成22年）5月19日 - 清算結了。

## 特徴

### 店舗展開
長野県の北信地方と東信地方を中心に出店。当初は競合他店が少なかったことから、長野県における家電量販店の先駆者とも呼ばれていたが、2000年代に入り競合店の出店で業績が悪化。
店舗の閉鎖を進めて2008年には5店舗のみとなり、同年12月14日に全て閉店した。インストア形式でアソビットシティが入居しているなど、親会社・ラオックスの店舗形式を踏襲していた。

## 運営店舗
（何れも2008年12月までに閉鎖となっている）
- 長野北店（長野市檀田）
- 須坂店（須坂市墨坂南）
- 長野東和田店（長野市東和田）
- 上田店（上田市上塩尻）
  - 同建物にてドン・キホーテ上田店の開業に合わせ、2011年10月29日にラオックスの直営で売場面積を縮小して再開するも、2012年7月29日閉店。ドン・キホーテは営業を継続している。
- 佐久平店（佐久市佐久平駅東）
  - 2009年2月26日、北越ケーズが運営するケーズデンキ佐久平パワフル館としてリニューアル開業。
- 東部町店（小県郡東部町滋野乙）
- 中野店（中野市吉田）
  - 跡地・建物はパチンコ店に変更。
- 松本店（松本市双葉）
- 松本コンピューター館（松本市双葉）
- 川中島店（長野市川中島町御厨）
- 平林店（長野市平林）
  - 長野東和田店へ移転。
- コンピュータ館（長野市権堂町）
- ゲーム館（長野市権堂町）